# Zhu Shilin

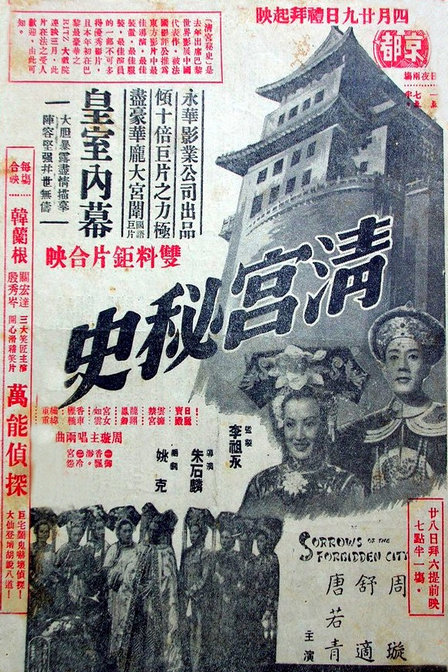
Cartell publicitari de "Sorrows in the Forbiden City"

En una onomàstica xinesa Zhu es el cognom i Shilin es el prenom.
Zhu Shilin (xinès simplificat: 朱石麟) (Guangdong 1899 - Hong Kong 1967). Guionista, productor i director de cinema xinès. Va formar part del grup de cineastes de Shanghai que van continuar la seva carrera a Hong Kong, contribuint al desenvolupament del cinema mandarí allà als anys 50.

## Biografia
Zhu Shilin o Chu Shek Lin, va néixer l'any 1989 a Guandong, en una família d'alts funcionaris procedent de Taicang, província de Jiangsu (Xina). Va morir d'un atac de cor, a Hong Kong el 5 de gener de 1967.
Per motius econòmics familiars no va poder continuar els seus estudis com li hauria agradat. Va haver d'entrar a l'Escola Tècnica de Xangai (上海工业专门学校), i començar a treballar tan bon punt es va graduar. El 1919, va entrar al Banc de la Xina a Hankou com a aprenent, després com a empleat de la Longhai Railway Company (陇海铁路), a Pequín.
Va començar a treballar com a traductor i editor al Chen Kwang Theatre de Pequín el 1922. L'any següent, es va incorporar a la North China Amusement Company, propietat de Luo Mingyou que es va fer càrrec del Chen Kwang Theatre, com a cap del departament editorial i de traducció. Al voltant de 1927, una artritis li va causar un deteriorament permanent amb una rigidesa a la columna durant tota la seva vida.

#### Carrera cinematogràfica

##### Shanghai
Quan es van fundar els estudis Lianhua Yingye Gongsi el seu amic Lou Mingyou li va confiar la responsabilitat de la producció i també va començar a seva activitat com guionista, primer el 1930 amb "Spring Dream in the Ancient Capital" (故都春梦) del director Sun Yu i el 1931 va escriure el guió de Amor i deure, pel·lícula muda de 1931, dirigida per Bu Wancang i protagonitzada per Ruan Lingyu i Jin Yan.
El 1934 va inciar la seva etapa com a director amb “Return” (归来). És una història tràgica que té lloc durant la guerra; un home va de viatge de negocis a l'estranger on s'enamora d'una dona; Després de no saber res més de la seva dona i pensant-la morta, s'instal·la amb ella, però llavors s'enfronta a un dilema quan la dona reapareix.
El 1935, la seva segona pel·lícula, "Song of the Nation" (国风), codirigida amb Luo Mingyou, va ser posteriorment criticada per ajudar a difondre les idees del Moviment New Life, llançat al mateix temps pel Guomingdang. Però les idees en què es basava el Guomingdang per intentar revitalitzar la nació xinesa es basaven en els mateixos valors confucians que Fei Mu i Zhu Shilin ja havien defensat en les seves pel·lícules anteriors i que seguiran defensant, i en particular els valors de la família tradicional.
En la seva etapa a Shanghai destaca la pel·lícula Mother's Song de l'any 1937, la primera pel·lícula sonora de Zhu, protagonitzada per Chen Yanyan i Lin Chuchu. , un "remake" de Over the Hill de Harry Millarde,

##### Hong Kong
Zhu va arribar a Hong Kong el maig de 1946 per dirigir pel·lícules en mandarí per a empreses com Nanyang Film Company i Great China Film Company.
Generalment se'l recorda com l'autor de la famosa pel·lícula de 1948 "Sorrows of the Forbidden City"també coneguda pel nom de "The Secret History of the Qing Court" (清宫秘史). Aquesta pel·lícula prohibida a la Xina continental és considerada per alguns crítics com l'obra mestre de Zhu Shilin. El film va tenir molt èxit a la colònia britànica i va ser distribuïda al Japó i a Europa. Protagonitzada per l'actriu Zhou Xuan, i amb el debut com actor director Lo Wei. Va guanyar un premi al Festival Internacional de Cinema de Locarno. La classificació (2015) que fa el Hong Kong Film Awards situa la pel·lícula amb la posició 38 entre les 100 millors pel·lícules xineses.
El 1950, Zhu va signar per Dragon-Horse Films amb el suport de Wu Xingzai i amb el director i productor Fei Mu, on van produir títols, com Flora (1951), Should They Marry? (codirigit amb Bai Chen, 1951) i The Show Must Go On (codirigit amb Qi Wenshao, 1952). Després de la mort de Fei Mu el 1952, seguida de la retirada financera de Wu Xingzai de l'empresa, Zhu va fundar Feng Huang Motion Picture Co. mentre rodava pel·lícules per a Dragon-Horse.
A la dècada de 1950, Zhu va rodar una gran quantitat de films, comThe Dividing Wall (1952), Festival Moon (1953) també situada entre els millors 100 pel·lícules del cinema xinès i Between Fire and Water (1955), considerades per alguns crítics com algunes de les millors pel·lícules realistes del cinema de Hong Kong. El 1959 va filmar Sweet as Honey als estudis Phoenix, amb Xia Meng i Fu Qi com a protagonistes.
Els seus films a Great Wall i a Phoenix, tracten sovint de problemes relacionats amb la pietat filial, el matrimoni, l'adulteri i l'amor lliure en el marc d'na societat hongkongnesa en plena transformació.

## Filmografia destacada

#### Guionista
|      | Títol xinès | Títol anglès              | Director     |
| ---- | ----------- | ------------------------- | ------------ |
| 1931 | 银汉双星    | Two Stars of the Milkiway | Shi Dongshan |
| 1931 | 恋爱与义务  | Love and Duty             | Bu Wancang   |
| 1931 | 恒娘)       |                           | Shi Dongshan |
| 1943 | 往世流芳    | Eternity                  | Bu Wancang   |

#### Director
| Any  | Títol xinès | Títol anglès                                                       |
| ---- | ----------- | ------------------------------------------------------------------ |
| 1934 | 归来        | Return                                                             |
| 1935 | 国风        | Song of the Nation                                                 |
| 1937 | 慈母曲      | Mother´s Song                                                      |
| 1937 | 新旧时代    | Ancient Times, Modern Times                                        |
| 1937 | 人海一珠)   | The Lost Pearl                                                     |
| 1940 | 香妃        | Xiang Fei                                                          |
| 1948 | 清宫秘史    | The Secret Historyof the Qing Court (Sorrows in the Forbiden City) |
| 1951 |             | The Flower Girl                                                    |
| 1951 |             | Spoiling the Weding Day                                            |
| 1953 |             | Festival Moon                                                      |
| 1956 |             | Widow's Tears                                                      |
| 1958 |             | Tonight and Every Night                                            |
| 1959 |             | Sweet as Honey                                                     |